# Locomotiv GT
Locomotiv GT (deseori abreviat LGT, cu numele de alintare Loksi) este o formație de muzică rock din Ungaria, formată în 1971.
În 1970 revista Youth Magazine și-a rugat cititorii să desemneze un supergrup maghiar. Membrii aleși au fost: Béla Radics (chitară solo), Zorán (chitară ritmică), Károly Frenreisz (chitară bas), Gábor Presser (orgă), József Laux (baterie), Ervin Fülöp (instrumente de suflat), László Benkő (instrumente de suflat), János Kóbor (vocalist). Acest grup nu a concertat niciodată împreună. Frenreisz, Presser și Laux de la supergrupul I l-au cooptat pe Tamás Barta de la supergrupul II și au format Locomotiv GT la Budapesta la data de 6 aprilie 1971.

## Discografie

### LP-uri în Ungaria
- Locomotiv GT (decembrie 1971)
- Ringasd el magad (1972)
- Bummm! (1973)
- Mindig magasabbra (1975)
- Locomotiv GT V. (1976)
- Zene – Mindenki másképp csinálja (1977)
- Mindenki (1978)
- Loksi (1980)
- Locomotiv GT X. (1982)
- Ellenfél nélkül (1984)
- 424 – Mozdonyopera (1997)
- A fiúk a kocsmába mentek (2002)

### LP-uri în limba engleză (SUA și Regatul Unit)
- Locomotiv GT
- All Aboard
- Motor City Rock
- Locomotiv GT
- Too Long
- Boxing
- Locomotiv GT '74 USA
- Locomotiv GT In Warsaw

#### LP-uri in alte țări
- Locomotiv GT (Argentina, 1973)
- Ringasd el magad (sub titlul Locomotiv GT; Cehoslovacia, 1973)
- Live in Warsaw (din concert) (Polonia, 1975)
- Mindig magasabbra (Germania Federală, 1976)
- Mindenki (Cehoslovacia, 1979)
- Todos (Spania, 1980)

### Single-uri în Ungaria
1. Boldog vagyok / Ha volna szíved (1971)
2. Érints meg / Kenyéren és vízen (1971)
3. Szeress nagyon / Csak egy szóra (1972)
4. Hej, gyere velem / Csavargók angyala (1973)
5. Segíts elaludni / Mindig csak ott várok rád (1973)
6. Belépés nemcsak tornacipőben! — Mindenki másképp csinálja / Mozdulnod kell (1978)
7. Annyi mindent nem szerettem / Pokolba már a szép szavakkal / Miénk ez a cirkusz / Veled, csak veled (dublu, 1979)
8. Első magyar óriás kislemez (1984)

### Single-uri în alte țări
1. Touch Me, Love Me, Rock Me / Silver Summer (1971)
2. Serenade / Give Me Your Love (Olanda, 1972.)
3. Hilf mir einzuschlafen / Ich wart' auf dich irgendwo (RDG, 1973)
4. Rock Yourself / Serenade (To My Love If I Had One) (SUA, 1974)
5. She's Just 14 / Free Me (SUA, 1974)
6. Ringasd el magad / The World Watchmaker (Polonia, 1973/1974 (?)
7. Higher And Higher / Lady of the Night (1975/76?)
8. Rock Yourself / Serenada — Blues
9. I Want To Be There / Portoriko — 1983
10. Too Long / Surrender To The Heat — 1983